# Стычка у Бронкхорстспрёйта
Стычка у Бронкхорстспрёйта была одним из первых серьёзных столкновений первой англо-бурской войны. Произошла 20 декабря 1880 года между колонной британских войск и группой буров близ реки Бронкхорстспрёйт в нескольких милях от города Бронкхорстспрёйт (ныне в составе провинции Гаутенг) республики Трансвааль.   
Колонна британских войск из 6 офицеров и 246 рядовых 94-го пехотного полка, в сопровождении 12 ездовых (Army Service Corps) и 4 медиков (Army Hospital Corps) шла по дороге в Преторию, оркестр исполнял песню “Kiss Me, Mother Darling”. Слева от неё появилось порядка 250 буров. Используя укрытия, буры подобрались на 200 ярдов, после чего бурский представитель от имени правительства Республики Трансвааль передал командиру колонны подполковнику Филиппу Р. Энструзеру требования правительства республики: «Красным солдатам - повернуть назад». Энструзер отказался, но прежде, чем колонна успела рассыпаться в цепь, буры открыли огонь (примерно в 12.30).
В течение 15 минут все британские офицеры были убиты либо ранены, а лошади и ослы, тащившие фургоны впереди и позади колонны — убиты, в результате чего движение по дороге стало невозможным. Шокированный произошедшим, подполковник Энструзер отдал приказ сдаться.
В стычке, длившейся всего 15 минут, 156 британских военнослужащих было убито или ранено, а остальные попали в плен. Буры потеряли двоих убитыми и пятерых ранеными. Сам Энструзер в ходе боя был ранен и скончался 26 декабря в ходе ампутации ноги.
В 1968 году в ЮАР сняли художественный фильм, «Majuba: Heuwel van Duiwe», где есть сцена стычки у Бронкхорстспрёйта.